# Betifulo

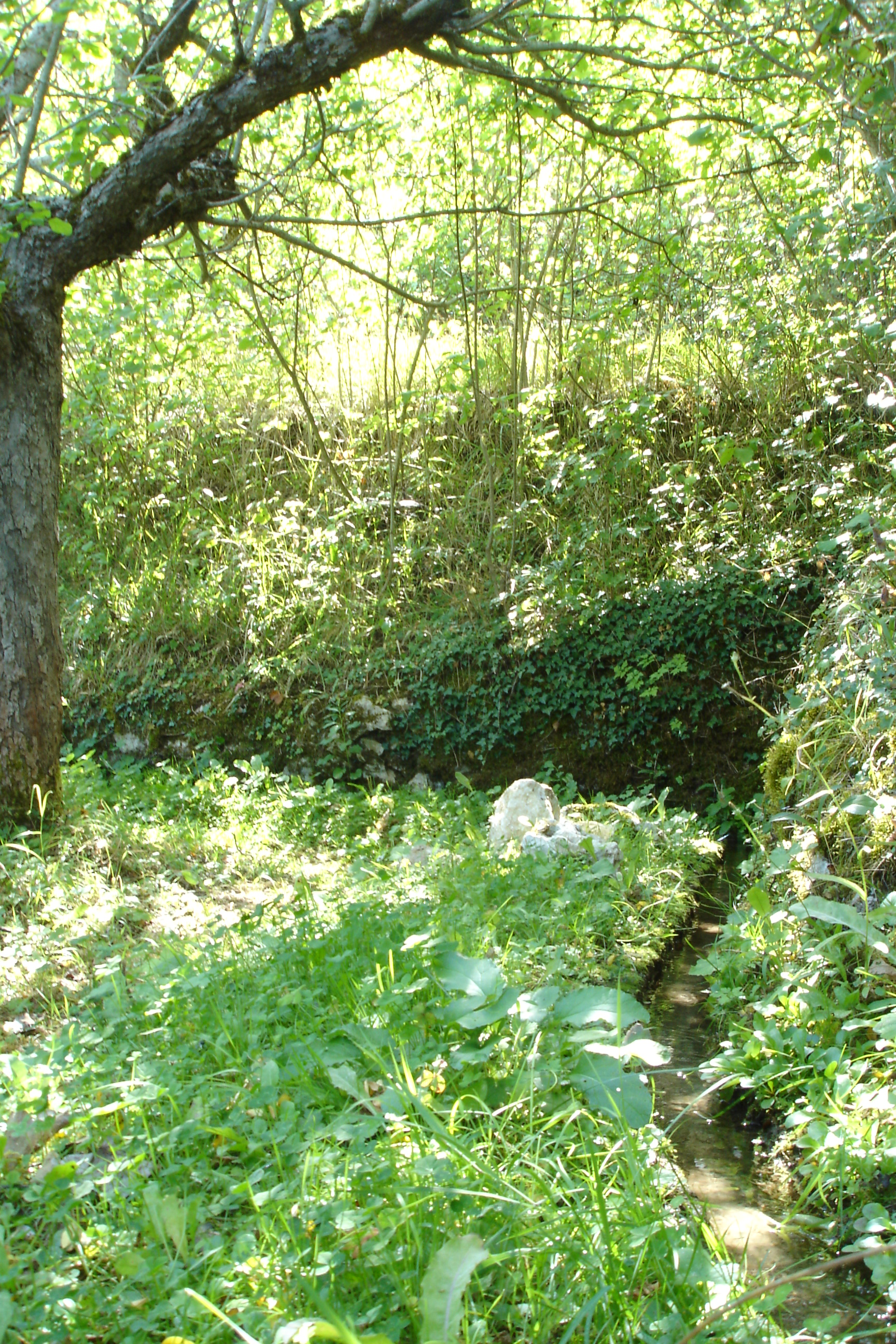
Località Acquevive nel comune di Scanno presso la quale, secondo un'ipotesi storica, si sarebbe sviluppato il centro di Betifulo

Betifulo è un antico insediamento sito presso il lago di Scanno nel comune di Scanno in provincia dell'Aquila.

## Descrizione
Era abitato da montanari agricoltori, pastori e guerrieri. Il centro sorgeva a metà costa del colle di Sant'Egidio presso la località Acquevive. Tuttavia nel V o IV secolo a.C. il lago di Scanno ancora non esisteva e quindi l'abitato dominava dall'alto la conca sottostante.
In età cristiana il centro cambiò nome in Sant'Angelo verosimilmente per via di una chiesa dedicata allo stesso santo, mentre il castello omonimo dava il nome al colle (oggi è denominato colle di Sant'Egidio perché ospita l'eremo omonimo).
Intorno al 217 a.C. quando Annibale, dopo aver vinto la battaglia del Trasimeno, si apprestò a risalire la valle del Sagittario, Betifulo e gli altri insediamenti furono salvi grazie ad un terremoto di elevata magnitudo che bloccò le orde dell'invasore.
Alfonso Colarossi-Mancini in Storia di Scanno e della Valle del Sagittario sostiene che Betifulo forse sarebbe da identificare in un luogo presso Sulmona per via di un'iscrizione trovata presso il colle Sant'Egidio, in località Acquevive, nella quale si citano, oltre Betifulo, due magistrati: ma nella zona di Scanno non vi erano magistrati perché non vi era un territorio urbano ben definito come a Sulmona.

Sempre Colarossi-Mancini afferma che una volta affermato il cristianesimo a Betifulo, gli abitanti cominciarono a chiamare il luogo Colle Sant'Angelo.